# Liam Fox (Fußballspieler)
Liam Fox (* 2. Februar 1984 in Edinburgh) ist ein ehemaliger schottischer Fußballspieler, und aktueller Fußballtrainer. Zuletzt war er als Interimstrainer von Heart of Midlothian in der Scottish Premiership tätig.

## Karriere

### Als Spieler
Liam Fox begann seine Karriere als Spieler in den Jugendmannschaften von Heart of Midlothian in seiner Heimatstadt Edinburgh. Als 17-Jähriger erhielt er einen Vertrag als Profi bei den „Hearts“, wurde in der Folge allerdings nicht in der ersten Mannschaft eingesetzt. Ab Januar 2004 wurde Fox für sechs Monate an den Crusaders FC nach Nordirland verliehen. Nachdem sein Vertrag in Edinburgh ausgelaufen war, unterschrieb der defensive Mittelfeldspieler einen Vertrag bei Inverness Caledonian Thistle aus den schottischen Highlands, der gerade in die erste Liga aufgestiegen war. In der Saison 2004/05 absolvierte er neun Spiele und erzielte drei Tore, womit er Inverness zum sicheren Klassenerhalt auf Platz 8 verhalf. In der darauf folgenden Spielzeit 2005/06 kam er mit 17 Einsätzen häufiger zum Einsatz, konnte allerdings nur ein Tor erzielen. Mit einem siebten Platz wurde am Ende der Saison erneut der Klassenerhalt souverän erreicht. Nach zwei Jahren in Inverness mit insgesamt wenig Einsatzzeiten wechselte Fox im August 2006 zum schottischen Zweitligisten FC Livingston. Nachdem Fox mit Livingston die ersten drei Jahre im Mittelfeld der zweiten Liga stagnierte, musste der Verein nach finanziellen Problemen am Ende der Saison 2008/09 in die vierte Liga Zwangsabsteigen. 2010 gelang als Meister der vierten Liga der direkte Aufstieg in die dritte Liga. Ein Jahr später folgte der nächste Aufstieg in die zweite Liga. Nach sieben Jahren und insgesamt 219 Pflichtspielen für Livingston verließ Fox den Verein nach der Saison 2012/13. Mit 219 Einsätzen ist er nach wie vor Rekordspieler von Livingston. (Stand: 10. Dezember 2022) Im Juli 2013 wechselte Fox innerhalb der zweiten Liga zu den Raith Rovers nach Kirkcaldy, etwa 20 km nördlich von Edinburgh. Direkt im ersten Jahr gewann er mit den „Rovers“ das Finale um den Challenge Cup gegen die favorisierten Glasgow Rangers mit 1:0 nach Verlängerung. Nach einer zweiten Saison beendete Fox 2015 seine Karriere als Spieler.

### Als Trainer
Im Sommer 2015 kehrte Fox als Trainer zu den „Hearts“ zurück. Er war dabei Cheftrainer der U17-Mannschaft und fungierte nebenbei als Co-Trainer in der U20. Im Mai 2016 übernahm er den Trainerposten des FC Cowdenbeath der zuvor in die vierte Liga abgestiegen war. Auch unter Fox war die Mannschaft eine Liga tiefer in der Saison 2016/17 im Tabellenkeller. Im März 2017 wurde Fox entlassen, als Cowdenbeath Schlusslicht der vierten Liga war. Ohne Fox gelang später in der Relegation gegen den FC East Kilbride im Elfmeterschießen der Klassenerhalt.
Einen Tag nach seiner Entlassung in Cowdenbeath übernahm er die Co-Trainer-Position der U20 von Heart of Midlothian. Im Juli 2017 wurde er Co-Trainer der ersten Mannschaft unter Craig Levein. Im Dezember 2019 wurde Levein entlassen, und Daniel Stendel wurde neuer Trainer. Dieser sortierte den weiteren Trainerstab um Austin MacPhee, Jon Daly und Fox aus. Fox wurde daraufhin als Trainer zur zweiten Mannschaft der „Hearts“ versetzt.
Im Dezember 2020 wurde Fox unter David Martindale Co-Trainer beim FC Livingston. Im Juni 2021 wechselte er in gleicher Funktion zu Dundee United. Fox wurde im August 2022 nach der Entlassung von Jack Ross zum Interimstrainer von Dundee ernannt, und einen Monat später zum neuen Cheftrainer. Nach sechs Niederlagen in Folge wurde er im Februar 2023 in Dundee entlassen.
Am 31. März 2023 wurde er Co-Trainer im Trainerstab von Barry Robson beim FC Aberdeen.

## Erfolge
als Spieler:
mit dem FC Livingston:
- Viertligameister: 2010
- Drittligameister: 2011

mit den Raith Rovers:
- Challenge Cup: 2014